# Вознесенівка
Вознесе́нівка — місто в Україні, у Довжанській міській громаді Довжанського району Луганської області. Знаходиться на кордоні з Російською Федерацією. Статус міста надано у 1960 році. З 2014 року контролюється російською окупаційною адміністрацією, а саме «ЛНР».
Відповідно до Розпорядження Кабінету Міністрів України від 12 червня 2020 року № 717-р «Про визначення адміністративних центрів та затвердження територій територіальних громад Луганської області» увійшло до складу Довжанської міської громади.
Місто розташоване у східній частині Донбасу. На півночі межує із заповідником «Провальський степ» (588 га). Відстань автошляхами до районного центру м. Довжанська (до 2016 року — м. Свердловськ) становить 11 км, до Луганська — 87 км, до Донецька — 191 км, до Харкова — 416 км, до Києва — 910 км. З півночі місто огинає залізнична лінія Дебальцеве-Звєрєво зі станцією Красна Могила, яка входить у межі міста. На території міста знаходиться шахта «Червоний Партизан» та Міжнародний залізничний пункт пропуску «Червона Могила».

## Географія

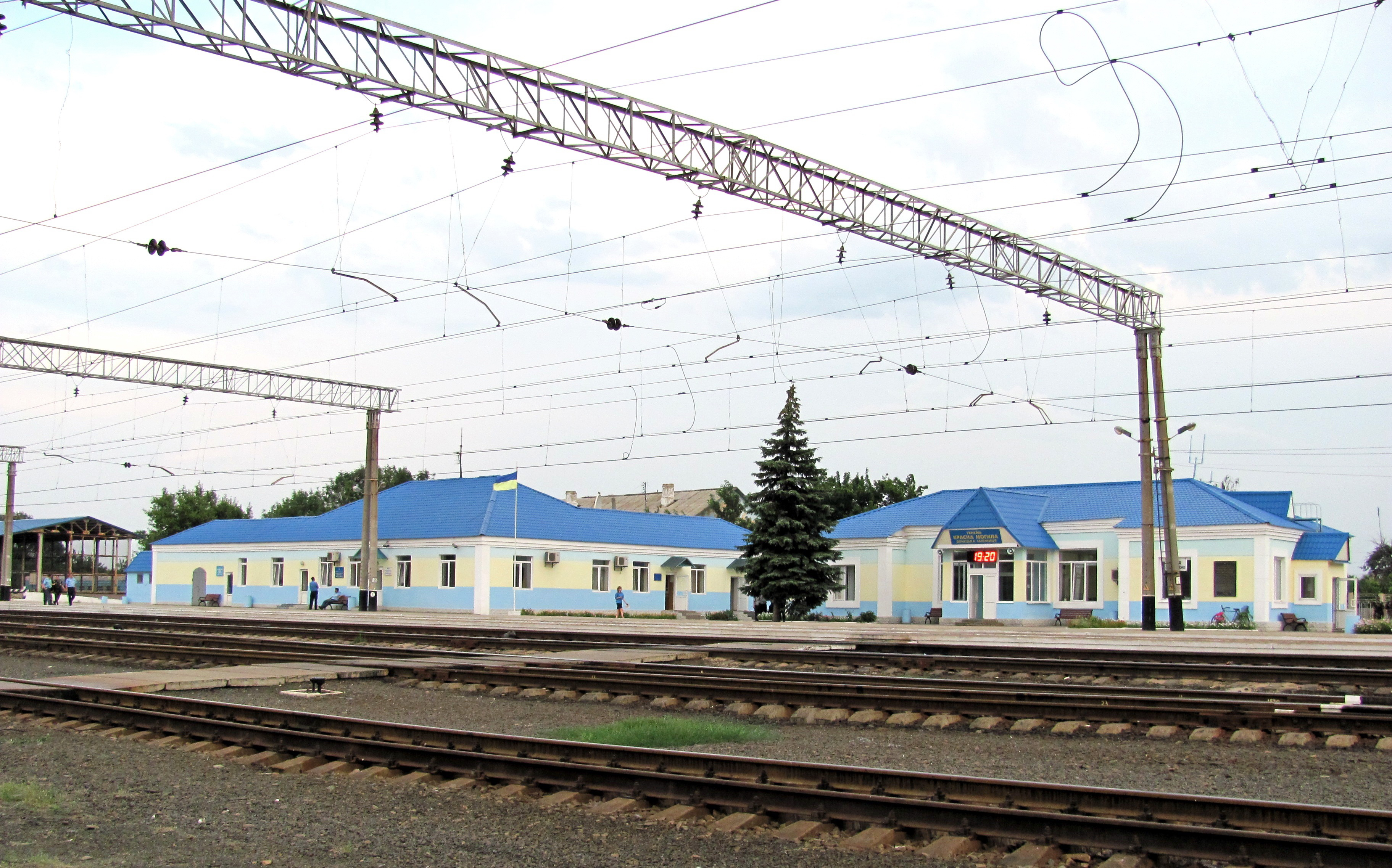
Залізнична станція «Красна Могила»

Географічні координати: 48°4' пн. ш. 39°47' сх. д. Часовий пояс — UTC+2. Загальна площа міста — 6,91 км².
Місто розташоване у східній частині Донбасу. Відстань до обласного центру становить близько 88 км і проходить автошляхом E40. Неподалік від міста розташований пункт пропуску на кордоні з Росією Червонопартизанськ — Гуково. Також у місті на станції Красна Могила діє залізничний пункт контролю Червона Могила — Гуково.
Вознесенівка розташована у вододілі басейнів річки Велика Кам'янка на півночі та річок Кундрюча і Бургуста на півдні. Ця місцевість отримала назву Провальського степу за глибоку мальовничу долину. Її круті схили поросли дубняком, кленом, дикою грушею, а над річками — буйним лозняком. На території міста є група курганів, в одному з яких знайдено поховання пізньої бронзи (кінець II тисячоліття до н. е.).

## Історія

### Хронологія
1879 р. — відкрито залізничну станцію Провалля на лінії «Дебальцеве — Звєрєво».
1906 р. — заснування хуторів Вознесенівка, Новомиколаївка, Василівка.
1919 р. — бій 8-го Богучарського полку 33-ї кавалерійської дивізії та білогвардійців генерала К. К. Мамонтова поблизу станції Провалля. Загинуло 475 червоноармійців.
1920 р. — залізничну станцію Провалля перейменовано на станцію Красна Могила.
1922 р. — на Братській могилі біля станції Красна Могила відкрито обеліск.
1936 р. — почалося будівництво шахти № 28 «Червоний партизан».
1947 р. — відкрито шахту № 28 «Червоний партизан».
1948 р. — відкрито шахту № 63.
26 вересня 1956 р. — населені пункти: (1) Вознесенський, (2) Миколаївка, (3) Василівка, (4) селище залізничної станції Красна Могила (Червона Могила) та (5) селище шахти «Червоний партизан» Ворошиловської сільради та селища шахт № 63 і № 28 Олександрівської сільради Свердловського р-ну були об'єднані в смт Червонопартизанський.
1960 р. — Червонопартизанську надано статус міста районного підпорядкування, на центральній площі міста встановлено пам'ятник В. І. Леніну.
1967 р. — з тресту «Свердловськвугілля» виділено 8 шахт і об'єднано їх у самостійний трест «Червонопартизанськвугілля».
2014 р. — припинив роботу прикордонний пункт контролю для залізничного транспорту «Червона Могила» Луганської митниці, окупація міста.
2016 р. — місту повернуто історичну назву Вознесенівка.

### Етапи становлення міста
Увага до Провальського степу особливо зростає з кінця XIX століття, коли через нього у 1876—1879 роках із заходу на схід була прокладена так звана Донецька залізнична кам'яновугільна дорога «Дебальцеве — Звєрево» із станцією Провалля (від 1920 року перейменована в станцію Красна Могила). Залізниця не лише дала вихід продукції розташованого тут конезаводу на всеросійський ринок, але й слугувала своєрідними воротами для іноземного капіталу. Численних представників англійських, французьких, бельгійських та інших акціонерних об'єднань приваблює в Провальський степ вугілля, поклади якого були відкриті тут фахівцями Луганського чавуноливарного заводу майже за століття (1797—1806 роках) до спорудження залізниці.
```
У 
1912
 
році лише на копальні княгині Юсупової здобуто більш 1
 
млн 
пудів
 антрациту. Всього ж впродовж 1908—1914
 
років у Довжанському гірському районі видобуто від 20 до 30
 
млн 
пудів
 кращих сортів антрациту. У 
1927
—
30
-х роках в 
Провальському степу
 починається розвідувальне буріння пошукового характеру, а вже у 1936 році почалося будівництво 
шахти №
 
28 «Червоний партизан»
 з виробничою потужністю 2500
 
тонн
 вугілля за добу.
```

Біля станції Провалля у грудні 1919 року стався запеклий бій 8-го Богучарського полку 33-ї кавалерійської дивізії червоних, який прибув із Радянської Росії з силами білогвардійського генерала Костянтина Мамонтова. У цьому бою загинуло 475 червоноармійців, яких поховано у Братській могилі поряд із залізничною станцією «Провалля», яку у 1920 р. перейменовано на станцію «Красна (Червона) Могила».

7 листопада 1922 року, з нагоди п'ятої річниці Жовтневого перевороту (т.з. «Великого Жовтня»), на Братській могилі відкрито обеліск.
У 1939 році, у зв'язку з початком Другої світової війни, роботи були призупинені, а самі стволи законсервовані, і тільки у 1945 році інститут «Южгіпрошахт» згідно розпорядження Наркомату вугілля, відновив раніше затверджений технічний проект зведення все тієї ж шахти «Червоний партизан». Приймається рішення про продовження її будівництва.

З 1946 року дає вугілля шахта № 63, хоча її будівництво було завершене лише через 2 роки. Поєднувати видобуток і будівництво — велике гірницьке мистецтво.  У 1949 і в 1955 роках вводяться в експлуатацію «Провальські» шахти № 1 і № 2,а вже в 1956 році гірники майбутнього міста щодоби видають на-гора 2,3 тис. тонн, або 16,5 % видобутку шахт колишнього тресту «Свердловвугілля». У 1947 році було відкрито шахту «Червоний партизан», 1948 року — шахту № 63 з добовим видобутком 1650 тонн,а в період з 1949 по 1955 роки були споруджені шахти «Провалля № 1» та «Провалля № 2», які разом давали 2,2 тис. тонн антрациту на добу.
Станом на 2014 р. добовий видобуток шахти «Червоний партизан» становив понад 8000 тон кам'яного вугілля. За роки існування пройдено понад 750 км гірничих виробок, максимальна глибина сягає 1400 метрів, За п'ять з половиною місяців 1958 року на шахті «Червоний партизан», що будувалася, об'єм робіт був виконаний більше, ніж за цілий рік. 25 червня 1958 року вона була здана в експлуатацію, 560 тон щодоби видавалося гірниками «Червоного партизану».
У вересні 1956 року населені пункти: (1) Вознесенівка, (2) Новомиколаївка, (3) Василівка, (4) селище залізничної станції Красна Могила і (5) селище шахти «Червоний партизан» були об'єднані в місто Червонопартизанськ.
 25 червня 1958 року Свердловська газета «Знамя шахтёра» надрукувала невелику замітку на третій смузі за підписом працівника редакції багатотиражки Григорія Преседова «Хороша звістка»: «Недалеко від комсомольських новобудов височіють величезні копри і корпуси гігантської споруди — шахти „Червоний партизан“, що вступила в ряд підприємств вугільної промисловості. Далеко видніється силует капітального будівництва, оснащеного новою технікою. В порівнянні з існуючими шахтами в районі „Червоний партизан“ є вугільним гігантом».

На шахті «Одеська» № 2, як і при будівництві, видобутку заважала вода. На допомогу гірникам прийшли інженери. Детально вивчивши гірнично-геологічні умови, вони вирішили: хай ворог шахтарів — вода — стає другом. До серпня 1959 року детальний проект відділу гідромеханізації був здійснений. З тієї пори вода, що заважала тут видобутку, стала успішно кришити вугілля під землею і транспортувати його на поверхню. 

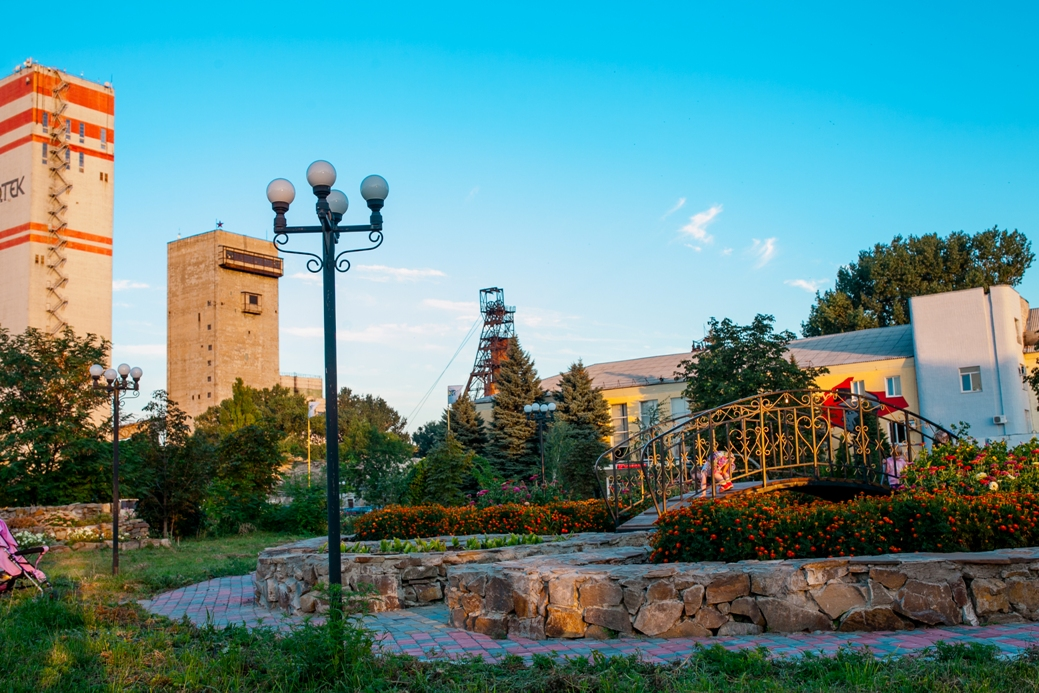
Шахта «Червоний партизан», 2014 р.

У 1960 році колектив шахти «Червоний партизан» перекриває проектну потужність підприємства — 2500 тонн вугілля і добовий видобуток складає 3227 тонн. Важливим показником стало і те, що серед гірських інженерів стали з'являтися вчені. Наприклад, заступник головного інженера шахти № 2 «Провальська» Василь Федорович Овсянников в 1966 році закінчив аспірантуру при політехнічному Новочеркаському інституті. Його робота «Вибір оптимальної довжини лави і кількості лав на поверсі за протокового доправлення вугілля в умовах Довжансько-Ровенецького району Донбасу» — безперечний вклад у вітчизняну гірську справу.
У березні 1964 в Свердловську відбувся семінар механізаторів, бригадирів комплексних бригад, керівників шахт. На семінарі своїм досвідом поділився новатор з Кіровська С. І. Воротніков. Успішне освоєння досвіду С. І. Воротнікова и М. А. Бойко дозволило вже в 1964 році відпрацьовувати 85 відсотків лав по прогресивній стовповій системі.
Статус міста районного підпорядкування Червонопартизанську було надано в листопаді 1960 року. На початку 1967 року з тресту «Свердловськвугілля» (м. Свердловськ) виділено 8 шахт і об'єднано їх у самостійний трест «Червонопартизанськвугілля» (м. Червонопартизанськ). Потужність шахт цього тресту складає на добу 14 тис. тонн вугілля.
Разом із зростанням трудових успіхів гірників збільшується місто в Провальському степу. У 1947 році крім кількох невеликих сіл і залізничної станції на його території стояло лише чотири збірні будиночки — початок вулиці ім. Мічуріна. А 1967 року в Червонопартизанську з'явилось 87 впорядкованих вулиць. Житловий фонд міста на 1 січня 1967 року становив більше 177 тис. кв. метрів. Місто швидко зростає за рахунок державного та індивідуального житлового будівництва. До 1956 року на його території не було жодного індивідуального забудовника. У 1956 році їх було 66, у 1957—115, у 1958—165 і т. д. На 1 січня 1967 року власних будинків у місті було близько З тисяч. За радянських часів, крім даних котеджів, місто було забудоване великими житловими масивами з дво- і п'ятиповерховими будинками, забезпечені водопроводом, каналізацією, центральним опаленням, що простягнулися уздовж нових широких вулиць ім. Ю. Гагаріна та Комсомольської.
У системі охорони здоров'я міста працює 213 медичних працівників. У місті є поліклініка, лікарня на 235 ліжок, три аптеки, два шахтні профілакторії. В семи садках і двох дитячих яслах нараховується майже 1200 дітей.

### Події 2014 року

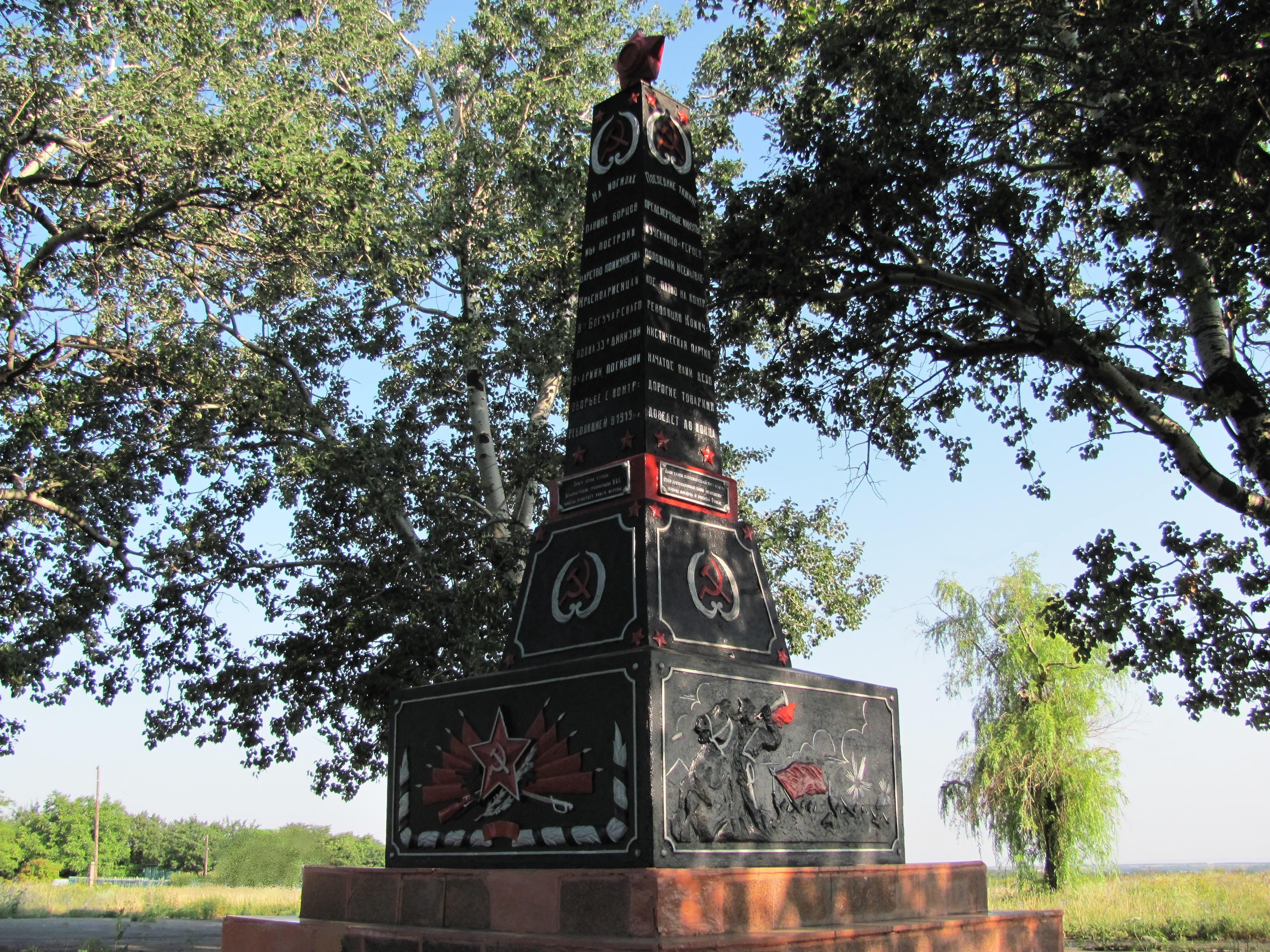
Обеліск «Красна Могила», споруджено у 1922 р.

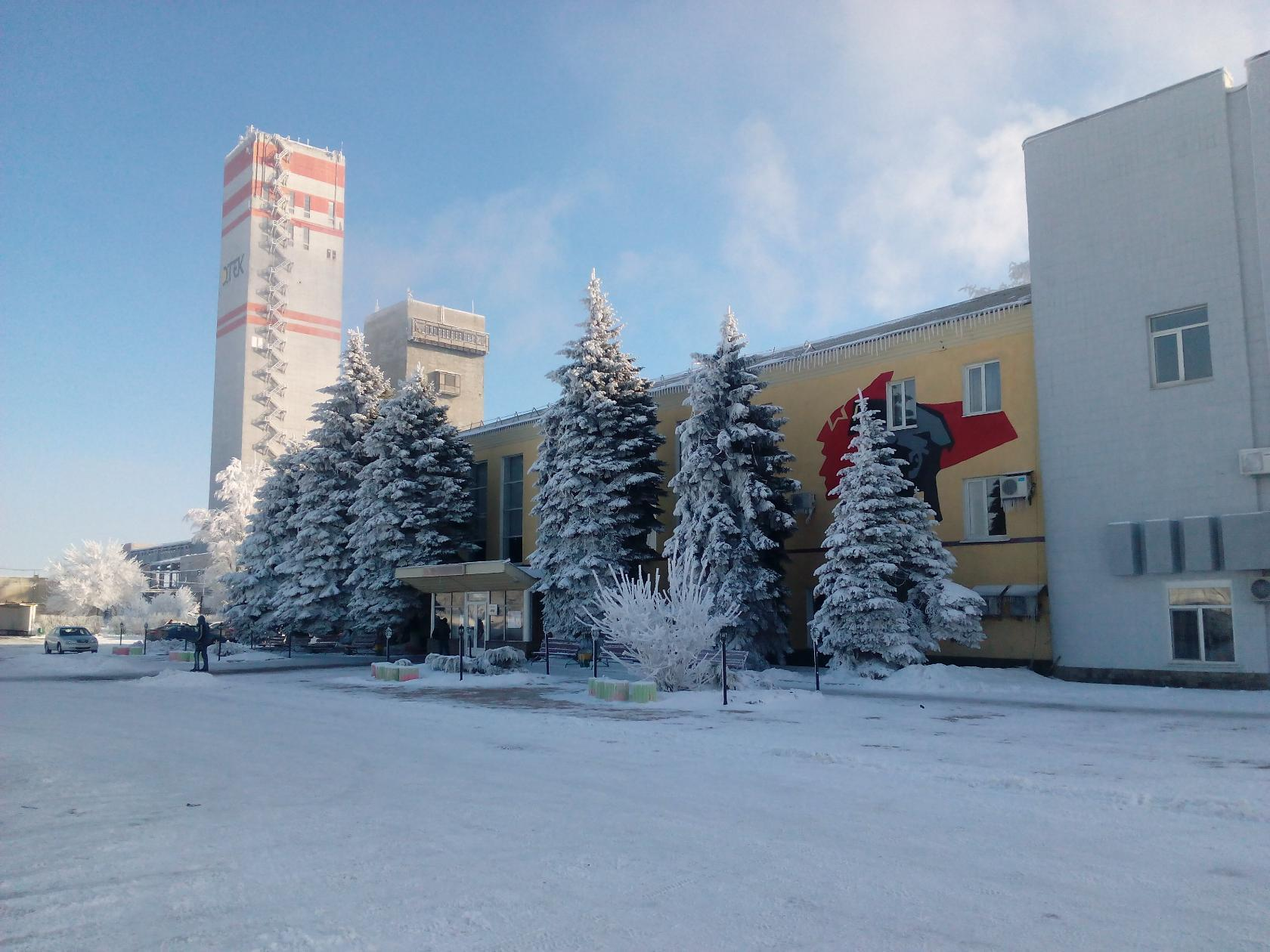
Шахта «Червоний партизан», січень 2014 р. (автор — Шаталова О.)

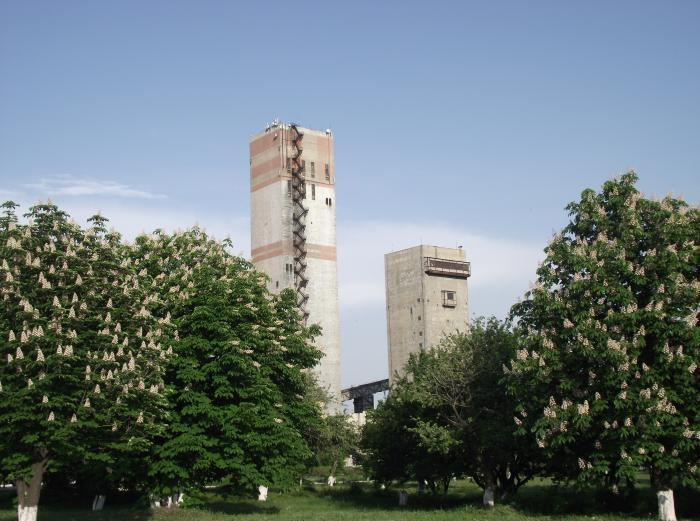
Копер шахти «Червоний партизан»

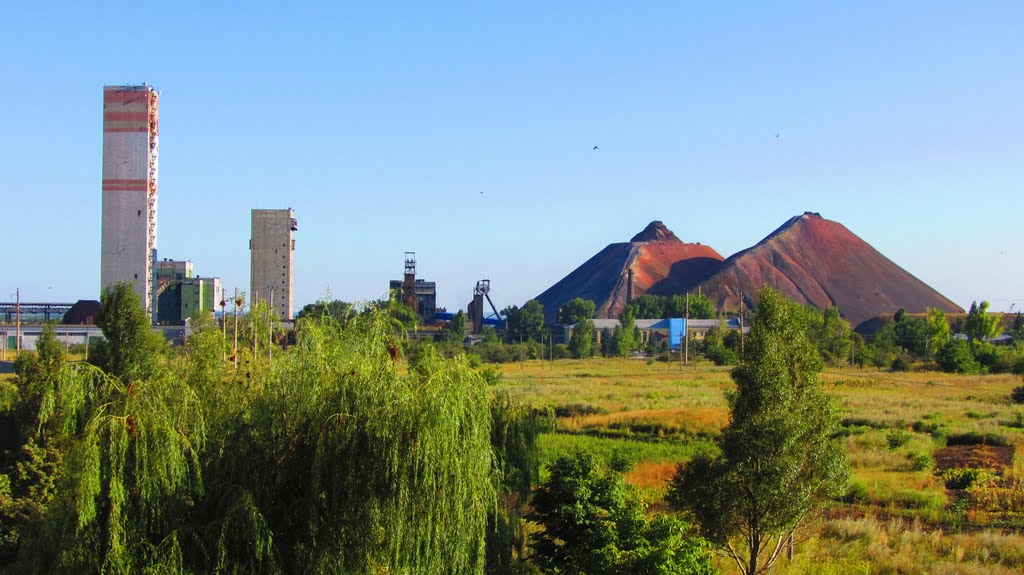
Терикони шахти «Червоний партизан»

До 2014 р. на території станції Красна Могила знаходився прикордонний пункт контролю «Червона Могила» Луганської митниці для залізничного транспорту на лінії «Дебальцеве — Лиха ».
5 червня 2014 року Кабінет Міністрів України, з міркувань громадської безпеки та з метою запобігання виникненню загрози життю та здоров'ю населення внаслідок небезпечних подій, які відбуваються на окремих територіях, ухвалив рішення про припинення руху через даний пункт пропуску, а також через сім інших пунктів на російсько-українському кордоні).12 липня близько 2-ї години ночі під час артилерійського обстрілу машин супроводження військового конвою 72-ї механізованої бригади поблизу Червонопартизанська загинув солдат Савченко Анатолій Валентинович.
7 серпня біля міста виривалися з оточення проросійськими терористами та російськими військами українські прикордонники, прорив тривав 3 доби, бійці вийшли до українських сил в районі Савур-могили та Амвросіївки. Під час обстрілу колони при виході з оточення в «Довжанському котлі» біля Червонопартизанська та КПП «Довжанський» полягло 7 бійців, 17 зникли безвісти. Станом на 6 вересня 2014 року після 50-денної зупинки, зумовленої вторгненням російських найманців та військових, відновлено видобуток вугілля в двох лавах із трьох. 3 вересня гірники вийшли на видобуток у 1345 тон — 17 % від середнього добового навантаження шахти до початку бойових дій.
16 листопада 2014 року мешканці, які зібрались на центральному майдані в Червонопартизанську, заявили місцевій владі, що в місті від голоду померло 64 особи.

## Населення міста

### Чисельність
| Рік  | К-ть чоловік       |
| ---- | ------------------ |
| 1959 | 24 800             |
| 1974 | 20 000             |
| 1989 | 20 050             |
| 1991 | 20 100             |
| 2001 | 17 524 (перепис)   |
| 2005 | 16 900             |
| 2013 | 15 659             |
| 2014 | 15 485             |
| 2018 | 8 000 (орієнтовно) |

### Національний склад
Розподіл населення за національністю за даними перепису 2001 року:
| Національність  | Відсоток |
| --------------- | -------- |
| українці        | 52.95%   |
| росіяни         | 43.25%   |
| білоруси        | 1.27%    |
| молдовани       | 0.55%    |
| татари          | 0.51%    |
| вірмени         | 0.14%    |
| поляки          | 0.12%    |
| інші/не вказали | 1.21%    |

### Мова
Розподіл населення за рідною мовою за даними перепису 2001 року:
| Мова            | Кількість | Відсоток |
| --------------- | --------- | -------- |
| російська       | 13436     | 76.67%   |
| українська      | 3965      | 22.63%   |
| білоруська      | 37        | 0.21%    |
| болгарська      | 7         | 0.04%    |
| циганська       | 3         | 0.02%    |
| вірменська      | 2         | 0.01%    |
| інші/не вказали | 74        | 0.42%    |
| Усього          | 17524     | 100%     |

За даними перепису 2001 року 22,63 % населення міста вказали українську мову рідною, 76,67 % — російську, 0,70 % — інші мови.

## Соціальна сфера

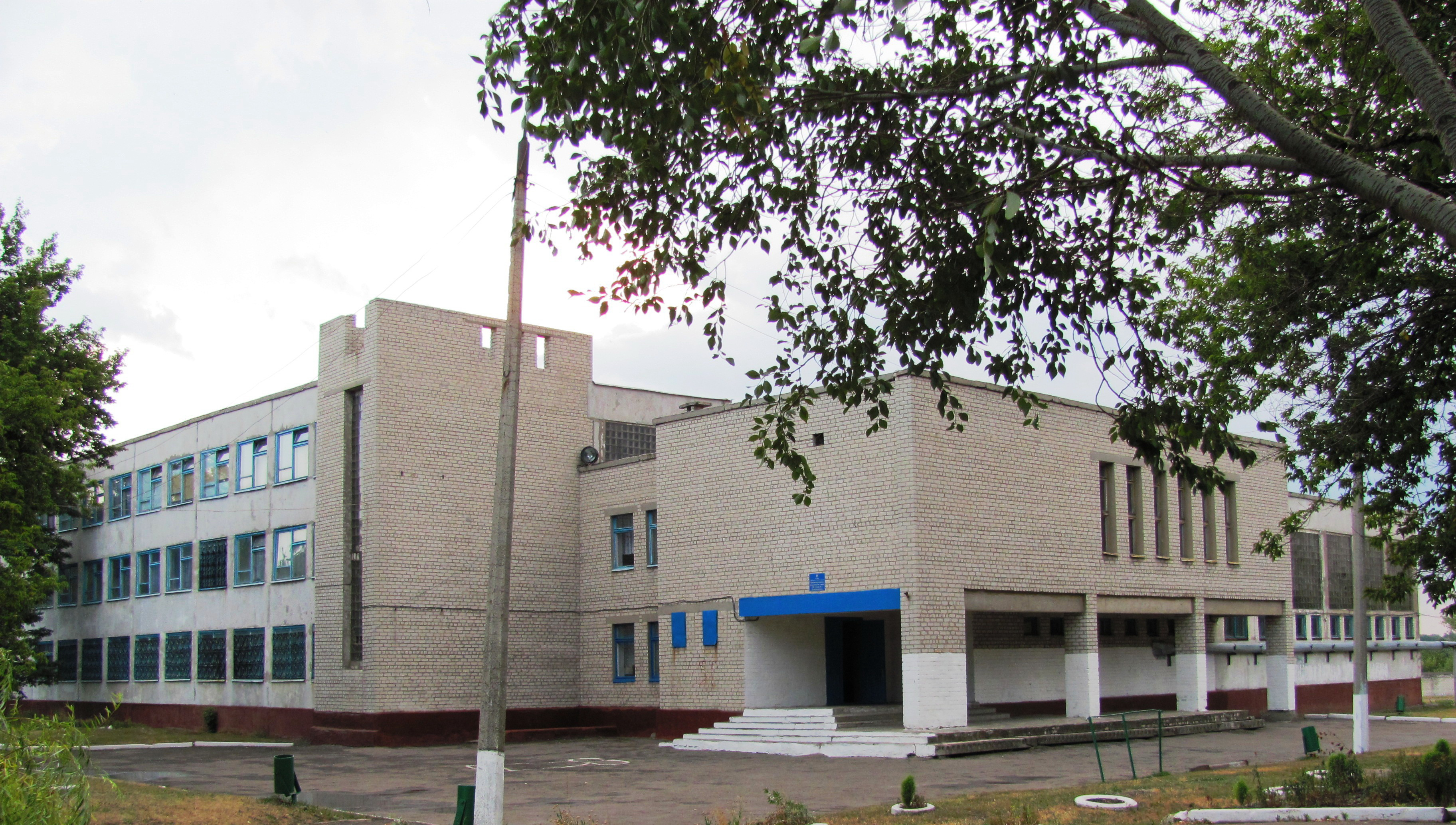
Вознесенівська загальноосвітня школа I—III ступені № 2 Свердловської міської ради Луганської області

### Освіта
Загальноосвітні навчальні заклади:
- Вознесенівська гімназія (вул. Шкільна, буд. 1)
- Вознесенівська ЗОШ I—III ступенів № 1 (вул. Гагаріна, буд. 25а)
- Вознесенівська ЗОШ I—III ступенів № 2 (вул. Спортивна, буд. 1)
- Вознесенівська ЗОШ I—III ступенів № 3 (вул. Корчагіна, буд. 9)

Дошкільні навчальні заклади:
- Ясла-садок «Теремок» № 4 (Гагаріна, 50)
- Ясла-садок «Казка» № 3 (Київська, 16)
- Ясла-садок «Супутник» № 1 (Піонерська, 1)

### Пам'ятки
Поблизу міста виявлено 2 курганних могильники з 8 курганами. На території міста розташовані Меморіал пам'яті воїнів афганської війни, Алея Слави, Обесліск «Красна могила», пам'ятник . І. Леніну та инше.

## Видатні уродженці міста
```
Мурзенко Володимир Григорович
 
— начальник дільниці, бригадир комплексної бригади шахти «Червоний партизан» «Свердловантрациту» (Луганська область).
```

Нагороди та відзнаки:
- Звання Герой України з врученням ордена Держави (19 грудня 2001) — за самовіддану шахтарську працю, досягнення найвищих у вугільній галузі показників з видобутку вугілля
- Орден «За заслуги» II ст. (26 серпня 2004) — за високий професіоналізм, значний особистий внесок у формування та реалізацію пріоритетних напрямів інноваційної діяльності у вугільній промисловості
- Орден «За заслуги» III ст. (11 лютого 1999) — за дострокове виконання завдань 1998 року по видобутку вугілля, значний особистий внесок у підвищення ефективності виробництва
- Герой Соціалістичної Праці (31 грудня 1973)
- Ордени Леніна, Жовтневої революції, Дружби народів
- Заслужений шахтар України
- Знаки «Шахтарська доблесть» I, II, III ст., «Шахтарська слава» I, II, III ст.
- Лауреат премії Ленінського комсомолу.

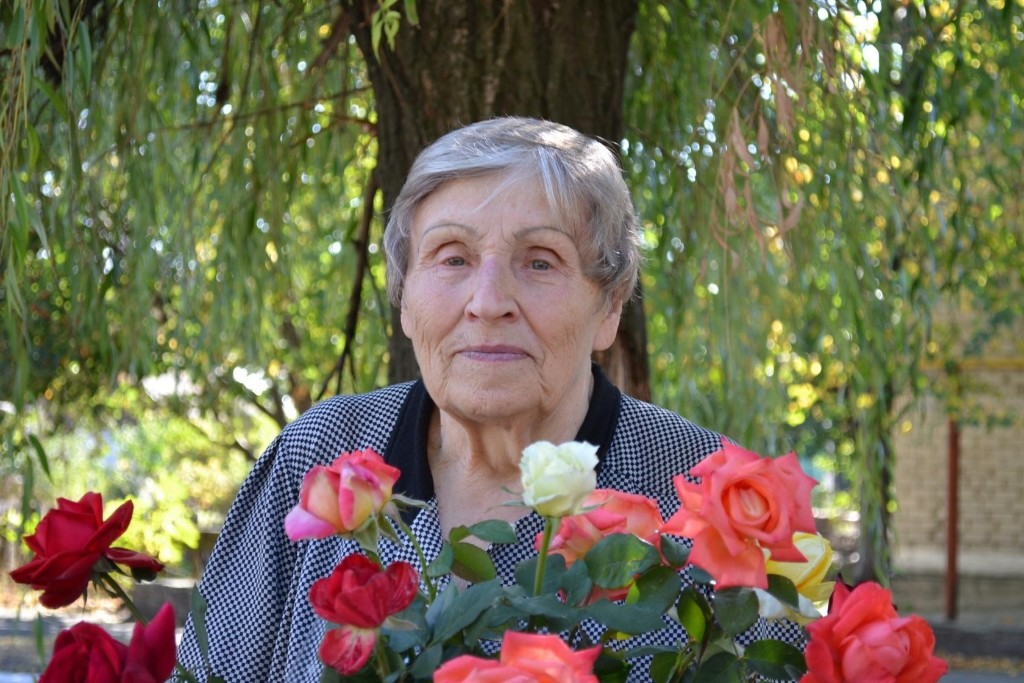
Вишковська Валентина Василівна

Вишковська Валентина Василівна — вчитель Червонопартизанської загальноосвітньої школи I—III ступенів № 2 Свердловської міської ради Луганської області (попередні назви — Восьмирічна школа № 13, Середня школа № 13).
Народилась 6 січня 1938 року. Отримавши освіту за фахом "Вчитель початкових класів " від 1950 р. незмінно працює вчителем в одній школі. В різні часи виконувала обов'язки директора школи, брала безпосередню участь у будівництві нової триповерхової будівлі школи із власною обсерваторією та басейном у 1989—1991 рр.
У 2010 році відзначено 50-річний ювілей безперервної роботи у Червонопартизанській (Вознесенській) загальноосвітній школі I—III ступеня № 2 Свердловської міської ради Луганської області.
Станом на січень 2019 року викладає основи безпеки життєдіяльності учнів 5-11 класів.
- Марков Микола Анатолійович (1960—2016) — український громадський діяч та волонтер.